# (12003) Hideosugai
(12003) Hideosugai est un astéroïde de la ceinture principale.

## Description
(12003) Hideosugai est un astéroïde de la ceinture principale. Il fut découvert le 20 mars 1996 à Nanyo par Tomimaru Okuni. Il présente une orbite caractérisée par un demi-grand axe de 3,36 UA, une excentricité de 0,09 et une inclinaison de 9,8° par rapport à l'écliptique.

## Compléments